# Leuculopsis collineata
Leuculopsis collineata är en fjärilsart som beskrevs av Paul Dognin 1907. Leuculopsis collineata ingår i släktet Leuculopsis och familjen mätare. Inga underarter finns listade i Catalogue of Life.